# Klaas Sys
Klaas Sys (30 november 1986) is een Belgisch voormalig wielrenner.

## Overwinningen
2005
5e etappe deel A Ronde van Lleida (ploegentijdrit)
2009
3e etappe Circuit des Ardennes
2011
Eindklassement Tour Nivernais Morvan
1e en 4e etappe Ronde van Guadeloupe
2016
proloog Ronde van Minneapolis (amateurcriterium)

## Resultaten in voornaamste wedstrijden
| Jaar | Amstel Gold Race | Luik-Bast.‑Luik | E3 Harelbeke |
| ---- | ---------------- | --------------- | ------------ |
| 2013 | opgave           | opgave          | 95e          |

## Ploegen
- 2007- Davitamon-Win For Life-Jong Vlaanderen
- 2008- Davitamon-Lotto-Jong Vlaanderen
- 2012- Bridgestone Anchor
- 2013- Crelan-Euphony
- 2014- Josan-To Win Cycling Team

## Persoonlijk
Na zijn sportcarrière werd hij onderzoeker op het ILVO (en Universiteit Gent). Klaas heeft met zijn vriendin een dochter. Nu vertoeft Klaas vaak op de West (als het weer het toelaat).
Baugnies · Claeys · Crabbé · Croket · De Greef · De Ketele · De Neef · De Poortere · De Zutter · Goddaert · Joseph · Leys · Mertens · Neyens · Paulissen · Poleunis · Roelandts · Schets · Sys · Van den Houte · Vanderaerden · Vandousselaere · Vens · Wynants
Baugnies · Claeys · Croket · De Keulenaer · De Neef · De Poortere · Devaere · Joseph · Maes · Mertens · Muys · Pieters · Soberon · Sys · Terweduwe · Van Guyse · Vandousselaere · Vanmarcke · Vens · Wynants
Amorison · Baestaens · Barbé · Breyne · Bueken · Claeys · Delfosse · Devillers · Honig · Hovelijnck · Juodvalkis · Nys · K. Peeters · Planckaert · Prémont · Stallaert · Steels · Sys · Vanherck · Vanthourenhout · Vantomme · Claes (stagiair) · David (stagiair) · Verwaest (stagiair)
Breyne · De Boeck · De Bondt · De Clercq · De Rooze · Finders · Haverals · Polazzi · Reynvoet · Sys · Van De Waeter · Van Den Brande · Vansumere · Venneman · Verraes · Vrolijkx